# Championnat des Pays-Bas de baseball 2009
Navigation
2008 2010
Le Championnat des Pays-Bas de baseball 2009 est la 88e édition du Championnat des Pays-Bas de baseball regroupant les meilleures équipes néerlandaises de baseball. DOOR Neptunus Rotterdam est sacré pour la douzième fois de son histoire.

## Les clubs
| Equipe                  | Ville     | Stade                         | Capacité |
| ----------------------- | --------- | ----------------------------- | -------- |
| ADO                     | La Haye   | Leen Volkerijk Stadion        |          |
| Amsterdam Pirates       | Amsterdam | Sportpark Ookmeer             |          |
| Corendon Kinheim        | Haarlem   | Pim Mulier Stadium            |          |
| DOOR Neptunus           | Rotterdam | Familiestadion                | 2500     |
| MediaMonks RCH          | Heemstede |                               |          |
| Konica Minolta Pioniers | Hoofddorp | Sportpark Toolenburg          |          |
| Mr. Cocker HCAW         | Bussum    | HCAW Base- and Softballvalley | 1000     |
| Sparta/Feyenoord        | Rotterdam | Sportpark Beverwaard          |          |

## Résultats

### Saison régulière
La saison régulière se tient du 11 avril au 2 août. La saison est écourtée en raison de la tenue en septembre de la Coupe du monde.
| Rang |                         | MJ | Vic. | Nul | Déf. | Pts |
| 1er  | DOOR Neptunus           | 42 | 32   | 1   | 9    | 65  |
| 2e   | Amsterdam Pirates       | 42 | 29   | 1   | 12   | 59  |
| 3e   | Konica Minolta Pioniers | 42 | 27   | 2   | 13   | 56  |
| 4e   | Corendon Kinheim        | 42 | 26   | 0   | 16   | 52  |
| 5e   | Sparta/Feyenoord        | 42 | 24   | 1   | 17   | 49  |
| 6e   | Mr. Cocker HCAW         | 42 | 11   | 1   | 30   | 23  |
| 7e   | ADO                     | 42 | 10   | 1   | 31   | 21  |
| 8e   | MediaMonks RCH          | 42 | 5    | 1   | 36   | 11  |

### Séries éliminatoires
Demi-finales
| - 6 août. Amsterdam Pirates 11-3 Konica Minolta Pioniers - 8 août. Konica Minolta Pioniers 2-1 Amsterdam Pirates - 9 août. Amsterdam Pirates 4-9 Konica Minolta Pioniers - 15 août. Konica Minolta Pioniers 4-2 Amsterdam Pirates Konica Minolta Pioniers remporte la série 3-1 |  | - 6 août. DOOR Neptunus 7-4 Corendon Kinheim - 8 août. Corendon Kinheim 1-9 DOOR Neptunus - 9 août. DOOR Neptunus 3-1 Corendon Kinheim DOOR Neptunus remporte la série 3-0 |

Holland Series
- 20 août. DOOR Neptunus 16-0 Konica Minolta Pioniers
- 22 août. Konica Minolta Pioniers 4-2 DOOR Neptunus
- 23 août. DOOR Neptunus 8-4 Konica Minolta Pioniers
- 29 août. Konica Minolta Pioniers 4-5 DOOR Neptunus

DOOR Neptunus remporte la série 3-1